# Stephanie Brunner
Stephanie Brunner, född den 20 februari 1994 i Schwaz, Tyrolen, är en österrikisk alpin skidåkare. Hon tävlar i disciplinerna storslalom och slalom. Hon har tävlat i världscupen sedan 2012. 
I OS 2018 tog hon silver tillsammans med det österrikiska laget i den mixade lagtävlingen. I juniorvärldsmästerskapen har hon ett guld från 2012 i slalom, ett silver från 2015 i storslalom och ett i lag samma år. Hon deltog i världsmästerskapen 2017, där hon tävlade i alla discipliner utom störtlopp och kom femma i storslalom och i lagtävlingen.